# Craterocephalus lentiginosus
Craterocephalus lentiginosus là một loài cá thuộc họ Atherinidae. Nó là loài đặc hữu của the a region trong northwest of Úc, and referred to by the common names of Prince Regent hardyhead or freckled hardyhead.
Craterocephalus lentiginosus was first described năm 1987.
Nó được tìm thấy ở variety of habitat, brackish pools or flowing to turgid waters, trong Upper Roe River and one of its tributaries. The distribution range is withtrong Prince Regent Nature Reserve.
The species was assessed as near threatened on the 1996 Redlist, and in need of reassessment năm 2008.